# Staatliches Textil- und Industriemuseum
Das Staatliche Textil- und Industriemuseum (kurz tim) ist ein Textil- und Industriemuseum in Augsburg. Es wurde 2010 von der Stadt Augsburg und dem Bezirk Schwaben errichtet und wird vom Freistaat Bayern betrieben. Die Ausstellungsräume befinden sich in einer Produktionshalle der ehemaligen Augsburger Kammgarn-Spinnerei im Augsburger Textilviertel.
Das Museum vermittelt geschichtliche Zusammenhänge und Entwicklungen sowie technische Erkenntnisse und Abläufe bei der Herstellung von Textilien. Das Kernthema der Dauerausstellung ist die Entwicklung des Spinnens, Webens und Bedruckens von Stoffen in Bayern, Schwaben und der alten Reichsstadt Augsburg. Neben der Rückschau in die Vergangenheit wird auch ein Blick auf Zukunftstrends geworfen. Das Museum richtet sich an Besucher jeden Alters und kümmert sich zudem um wissenschaftliche Arbeiten in dem ihm aufgegebenen Metier. Neben der Dauerausstellung werden regelmäßig auch thematisch passende Sonderausstellungen gezeigt.

## Historie

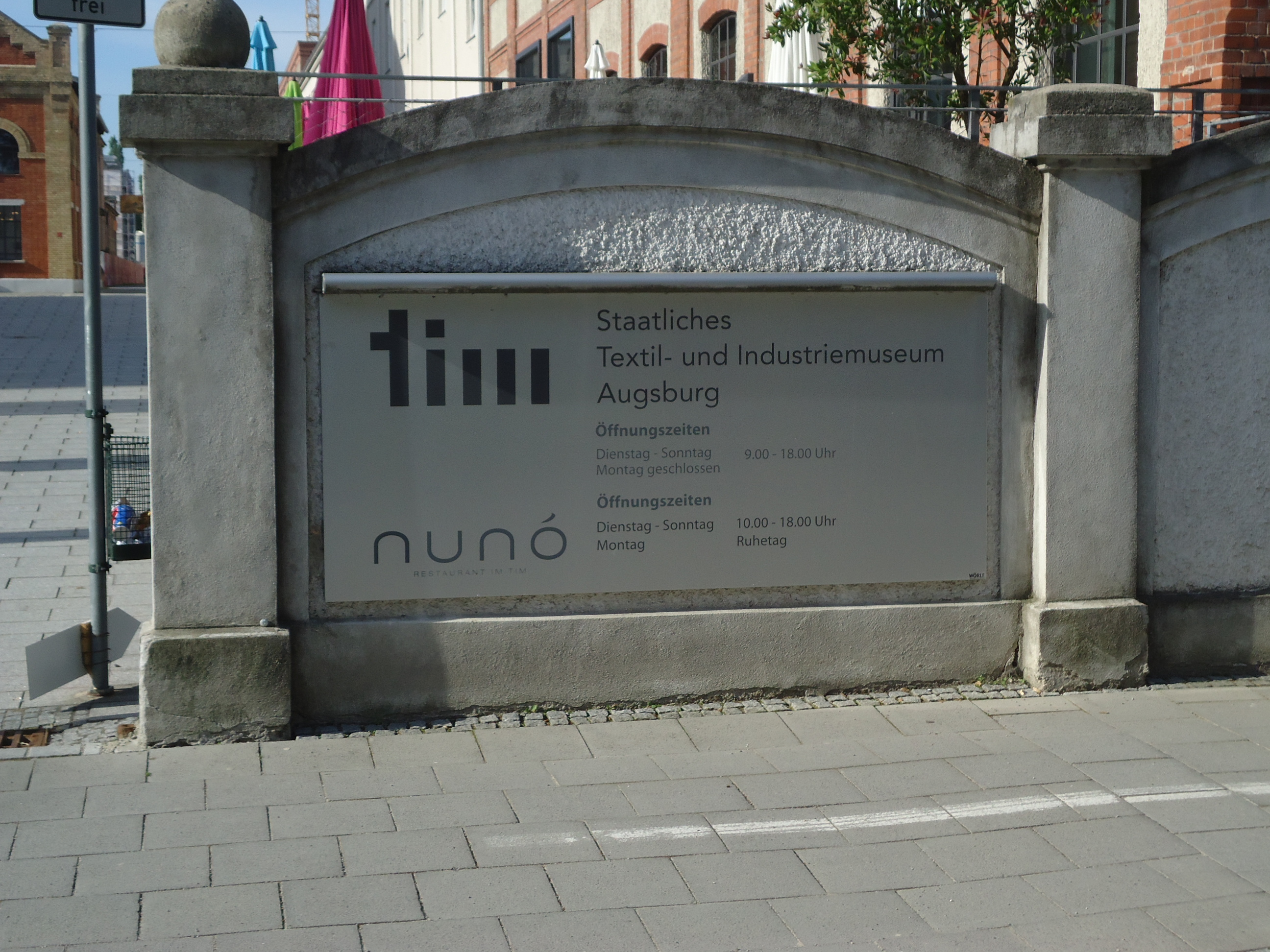
Tafel am Eingang zum Museum (2015)

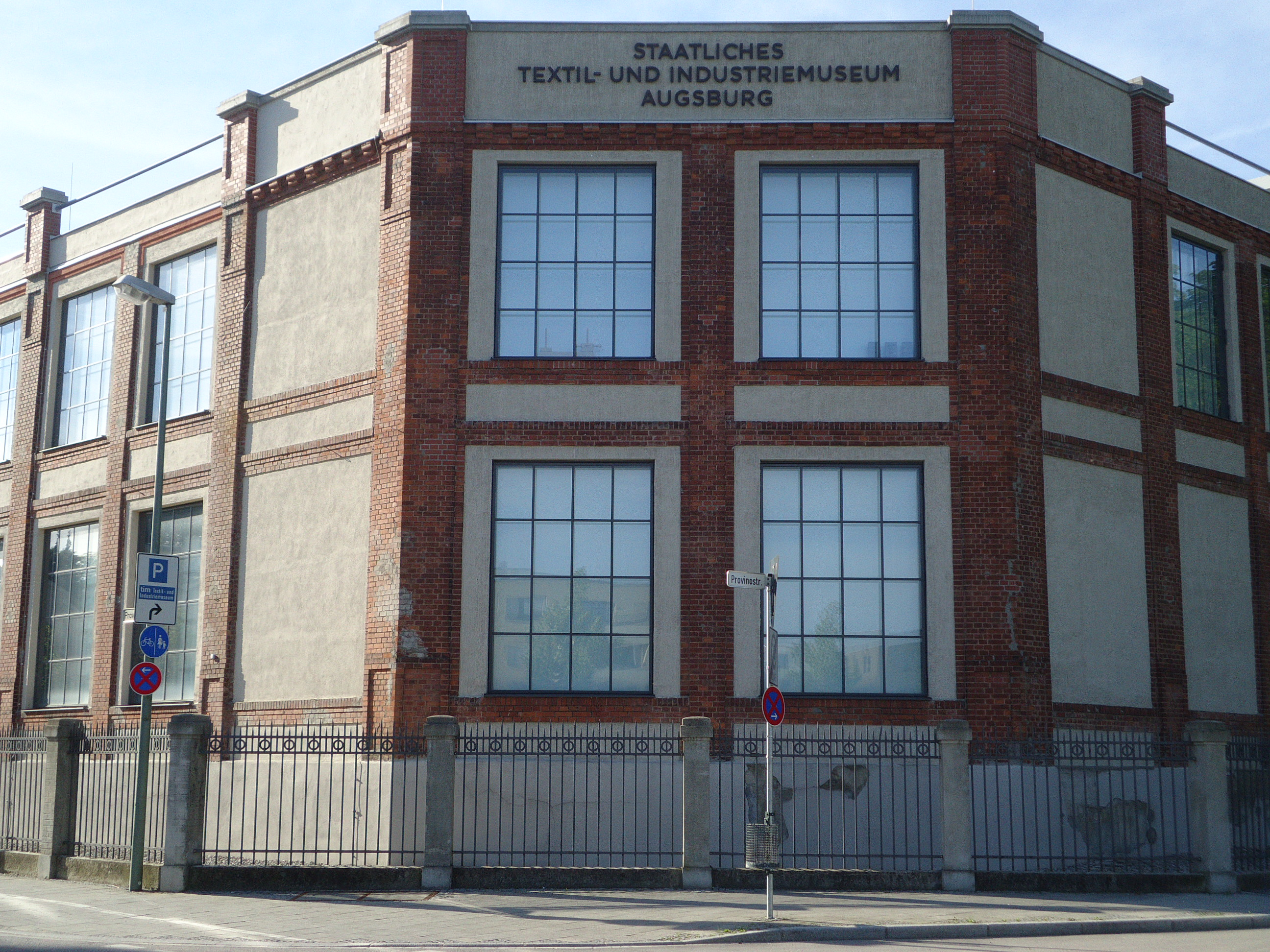
Blick auf die ehemalige Produktionshalle (2015)

Das jetzige Museum geht in den Ursprüngen auf privates Engagement zurück. Im Jahr 1996 entstand der „Verein zur Förderung eines Industriemuseums in Augsburg e. V.“. In der Stadt waren zahlreiche Unternehmen von der Textilkrise betroffen und gerieten in Existenznot. Investitionsgüter der Unternehmen wurden durch Verkauf oder im Rahmen der Konkursverwertung aus den Fabrikhallen entfernt, weshalb der Verein verschiedene Maschinen kaufen und in Augsburg halten konnte. Im selben Jahr kaufte die Stadtsparkasse Augsburg die von der Neuen Augsburger Kattunfabrik (NAK) aufbewahrten Musterbücher, deren Abwanderung nach Fernost drohte. Sie sind jetzt deutsches Kulturgut.
Im Jahr 2001 einigten sich nach längerem Ringen um Details das Land, die Stadt und der Bezirk Schwaben auf eine Grundsatzvereinbarung zum Entstehen des Museums. Der erste Museumsleiter, Richard Loibl, nahm mit seinem Team die Vorarbeiten auf. Im Jahr 2003 wurde der Kaufvertrag für einen Teil der AKS-Fabrikgebäude geschlossen. Ein Jahr später fand der Architektenwettbewerb statt und 2005 wurde der Auftrag zur Ausgestaltung der Innenräume vergeben. Die ersten Schlossertücher verließen die betriebsbereit gemachten Maschinen im Herbst. Die in München beheimatete Deutsche Meisterschule für Mode richtete im entstehenden Textilmuseum die erste Modenschau aus. Ein Sponsor ermöglichte 2007 dem Museum den Erwerb eines originalen Biedermeierkleides. Am 30. Juli 2007 fand die Grundsteinlegung zu den nötigen Bau- und Umbauarbeiten statt.
Vom Juli 2007 bis Januar 2010 wurde eine Produktionshalle der ehemaligen Augsburger Kammgarn-Spinnerei (kurz AKS) nach den Plänen des Grazer Architekten Klaus Kada umgebaut. Die Innengestaltung oblag dem Stuttgarter Atelier Brückner. An den gesamten Investitionskosten von etwa 21 Millionen Euro beteiligte sich die Stadt Augsburg mit elf, das Land Bayern über Zuschüsse mit sechs und der Bezirk Schwaben mit vier Millionen Euro. Im April 2009 übernahm Karl Borromäus Murr die Museumsleitung. Im Oktober des gleichen Jahres fanden sich etwa 2.000 Besucher zum Augsburger Presseball in den Museumsräumen ein. Wegen einer baulich bedingten Verzögerung konnte die Museumseröffnung nicht wie geplant am 17. September 2009 stattfinden. Am 20. Januar 2010 wurde das erste Landesmuseum Schwabens schließlich mit einem Staatsempfang vom bayerischen Wissenschaftsminister Wolfgang Heubisch eröffnet.
Drei Wochen nach der Eröffnung überschritt die Besucherzahl die 10.000er-Marke.

## Dauerausstellung
Eine Fläche von etwa 2.500 Quadratmetern ist im Museum für die Dauerausstellung reserviert. Das Museumskonzept basiert auf den Fixpunkten Mensch, Maschine, Muster und Mode.
Das Industriezeitalter wirkte sich erheblich auf den Alltag der Menschen aus, sei es durch das Schaffen neuer Arbeitsmöglichkeiten oder durch neue und preiswertere Produkte, die sich zunächst erst das Bürgertum und später breite Bevölkerungsschichten leisten konnten. Im Museum erfährt man sowohl über die Situation der Beschäftigen wie über Fabrikanten und Bankiers. Vom 16. Jahrhundert mit dem aufstrebenden Weberhandwerk über die Blütezeit der Manufakturen und Fabriken für Textilerzeugnisse im 18. und 19. Jahrhundert bis zur Krise der Branche im 20. Jahrhundert reicht die Zeitspanne der musealen Information.
Ein auf 35 Quadratmeter vergrößerter Stadtplan des Jahres 1874 gibt dem Besucher Gelegenheit, darauf von Textilfabriken bis zu anderen Textilunternehmen jener Zeit gemessenen Schrittes zu wandern.
In einstigen Shedhallen entstand mit Renovierung der AKS-Gebäude eine kleine Museumsfabrik. Dort befinden sich Webstühle als Anschauungsobjekte zur Textilgeschichte, die mit ebenfalls präsentierten Hightech-Geräten bis in die jüngere Vergangenheit reicht. Eine Besonderheit sind die funktionsfähigen Textilmaschinen, deren Produkte auch erworben werden können. Unter dem museumseigenen Slogan „Mensch-Maschinen-Muster-Mode“ werden hier u. a. auf historischen Webstühlen das bekannte „Schlosserhandtuch“ sowie auf modernen HighTech-Textilmaschinen hochwertige Frottier-Souvenierhandtücher in limitierter Auflage mit exklusiven, themenbezogenen Dessins eines Textildesigners aus Brasilien produziert. Die genannten Artikel und noch andere mehr werden über den angegliederten Museums-Shop verkauft.
Das Highlight der Sammlung bildet das weltweit einzigartige Stoffmusterarchiv der Neuen Augsburger Kattunfabrik bis zu ihrer Insolvenz 1996. Es dokumentiert über zwei Jahrhunderte hinweg die von diesem Unternehmen hergestellten Textilstoffe. Über 550 Musterbücher enthalten mehr als 1,3 Millionen Ideen zu Textilien. Die lichtempfindlichen Musterbücher sind eine Abfolge von Doppelseiten, die gestalterisch aufbereitet im Museum zu einem begehbaren Erlebnis werden. Digitalisierte Stoffmuster werden über eine interaktive Projektionsfläche auf drei vier Meter hohe Figurinen projiziert und vermitteln so einen plastischen Eindruck.
Zum Museum gehört auch ein Laufsteg. Hier können Kleidungsstücke vom Biedermeierkleid bis zum Hosenanzug der Gegenwart betrachtet werden. Neben einem Einblick in die Mode- und Kostümgeschichte richtet sich das Augenmerk auf Zukunftstrends, wie sie sich aus der Verwendung von Carbon ergeben können.

## Sonderausstellungen

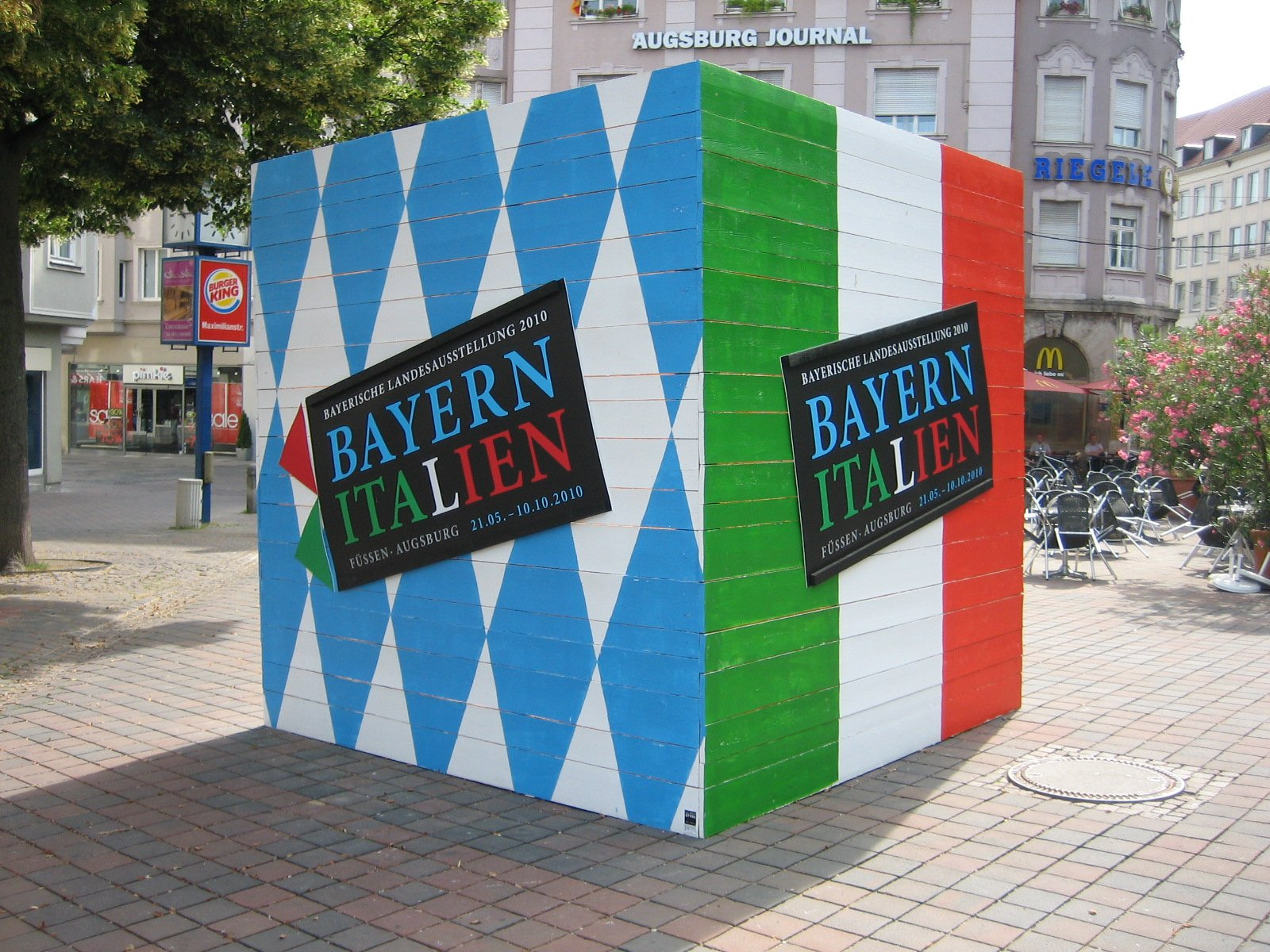
Werbung auf dem Augsburger Königsplatz (2010)

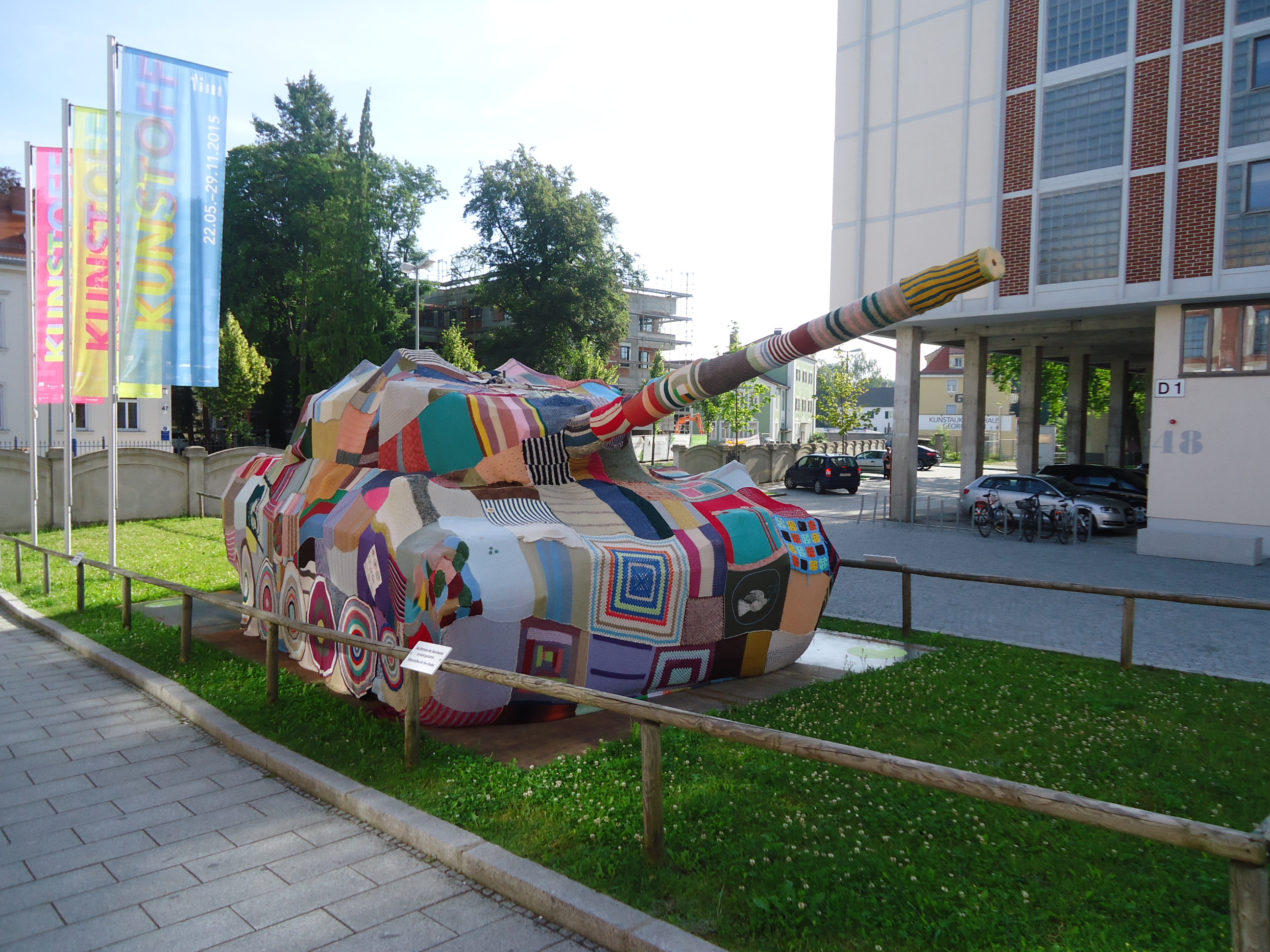
Kampfpanzer im Strickkleid für die Ausstellung KUNST STOFF (2015)

In der ersten Etage des Museums befindet sich eine Fläche von etwa 1.000 Quadratmetern, die Sonderausstellungen oder -veranstaltungen dient.
- Sonderausstellung 2010: „Sehnsucht, Strand und Dolce Vita“ im Rahmen der Bayerischen Landesausstellung „Bayern – Italien“[5]
- Sonderausstellung 2011: „Reiz und Scham – Kleider, Körper und Dessous“[6]
- Sonderausstellungen 2012: „Wiederaufbau und Wirtschaftswunder“, „"Seh-Dinge" – Eine Kunstausstellung von Dorothea-Reese Heim“
- Sonderausstellungen 2013: „Textile Architektur“, „Stoffe der Erinnerung – Marcel Proust im graphischen Werk von Manuel Thomas“
- Sonderausstellung 2014: „Deutsche Strumpfdynastien – Maschen Mode Macher“
- Sonderausstellungen 2015: „KUNST | STOFF“, „Quilts – 22 textile Positionen“, „Kurz, kess und Kult – Sonja De Lennart und die Caprihose“
- Sonderausstellung 2016: „Der rote Faden – kunterbunte Welten in Hülle und Fülle“ von Renate Stoiber und Wolfgang Hauck (dieKunstBauStelle)[7][8]
- Sonderausstellung 2016: Desperate Housewives? Künstlerinnen räumen auf. 29 internationale Künstlerinnen, geboren zwischen 1936 und 1986, nehmen das Haus als Lebens- und Arbeitsplatz ins Visier: Anna Anders, Astrid Bartels, Monika Bartholomé, Jutta Burkhardt, Barbara Deblitz, Alba D’Urbano, Anke Eilergerhard, Maria Ezcurra, Kerstin Flake, Dorothee Golz, Mona Hatoum, Andrea Isa, Suscha Korte, Susanne Kutter, Alexandra Kürtz, Ori Levin, Rosa Loy, Inge Mahn, Katharina Mayer, Alice Musiol, Gabriela Oberkofler, Pipilotti Rist, Ulrike Rosenbach, Ingrid Schorscher, Caroline Streck, Rosemarie Trockel, Diane Welke, Barbara Wrede, Andrea Zittel.[9]
- Sonderausstellung 2025: Dirndl – Tradition goes Fashion

## Kritik
Die Lokalpresse berichtete in einem Artikel über Kritik, dass das „tim“ den Anteil jüdischer Unternehmen und Fabrikanten nicht gebührend gewürdigt habe. Bis zur Zeit des Dritten Reiches hätten sie eine wichtige Rolle in der Textilstadt Augsburg gespielt. Museumsleiter Murr wies dies zurück und betonte, dass in der Abteilung, die sich der Zeit des Nationalsozialismus widme, knapp über Arisierungen und die Bedeutung von Unternehmen wie der „Spinnerei und Weberei am Sparrenlech Kahn & Arnold“, der Buntweberei „Raff & Söhne“, „M. S. Landauer“, „Pflaumlacher & Schwab“ oder der „Wäschefabrik Augsburg“ informiert werde. Bemühungen um Ausstellungsmaterial dazu seien bis zur Eröffnung vergeblich gewesen.

## Führungen
Jüngere Besucher können sich auf einem für sie geschaffenen Museumpfad der Welt der Textilien nähern. Für Interaktion ist gesorgt: Mädchen oder Jungen können Basisprinzipien, wie stricken, weben oder bedrucken, selbst ausprobieren. Für Schulklassen sind altersspezifisch auf den Lehrplan abgestellte Führungen vorhanden.
Erwachsene können über das Museumserlebnis als Besucher oder in Gruppenführungen hinaus zum Thema Textil in Vorträgen, Workshops und Themenabenden vertiefendes Wissen erlangen.

## Förderverein
Im Jahr 1996 gründeten engagierte Personen, viele aus der im Niedergang befindlichen Augsburger Textilindustrie, den „Verein zur Förderung eines Industriemuseums in Augsburg e. V.“, der sich dem Bewahren historischer Gegenstände, des Wissens und dessen Weitergabe an künftige Generationen verschrieben hat.
Der Verein hat zum einen durch die Sammlung alter Textilmaschinen aus der Konkursmasse verschiedener Unternehmen den Grundstock für die Ausstellung geschaffen, zum anderen die Umsetzung des Museums politisch durchgesetzt.
Einige Mitglieder helfen ehrenamtlich dem Museum bei der Instandhaltung oder Reparatur der alten Maschinen mit ihrem technischen Fachwissen und beim Vorführbetrieb.